# Tolkningar av Rökstenens inskrift

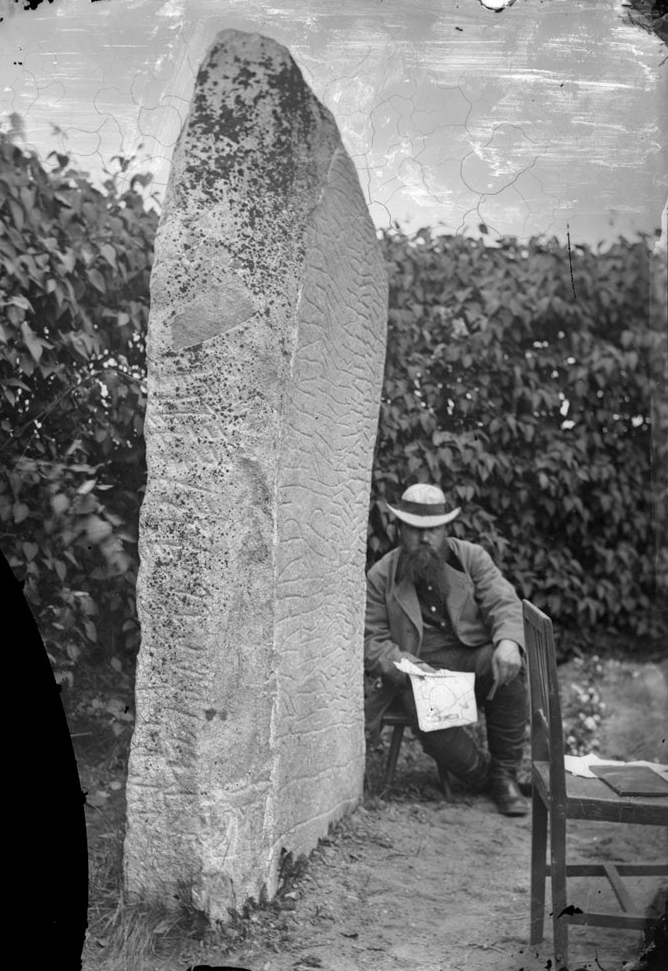
Riksantikvarie Hans Hildebrand begrundar rökstenen 1890.

Genom åren har det föreslagits ett antal tolkningar av Rökstenens inskrift. Rökstenen är försedd med världens längsta runinskrift, totalt cirka 760 tecken och är en av Sveriges mest kända runstenar. Stenen sägs ibland vara startpunkten i den svenska litteraturens historia, det äldsta bevarade litterära verket. Inskriften har därför av naturliga skäl varit föremål för flera uttolkningar, vilka dock i takt med nya forskningsrön helt eller delvis blivit föråldrade.

## Brates tolkning
Erik Brate, runforskare, publicerade ett flertal skrifter om Östergötlands runinskrifter. 1918 publicerades hans skrift om Rökstenen där han ger följande tolkning:
Efter Vämod stå dessa runor, men Varen, fadern, skrev dem efter sin döde son.

Sägom för folket det minnet, vilka de två krigsbytena voro, som togos så, att två krigsbyten tolv gånger togos på en gång från olika män.
Sägom det som det andra, vem för nio människoåldrar sedan kom till livet bland reidgoterna (det vill säga ostrogoterna) och vidare dog bland dem för sitt övermods skull.
Rådde Tjodrek,
den käcke hjälten,
krigarens styresman,
över stranden av Reidhavet;
sitter nu rustad
på ridhästen sin,
sköld med rem fästad,
fursten för Märingar.
Sägom det som det tolfte, var Gunns häst ser föda vida på fältet, sålunda att två tiotal konungar ligga därpå. Sägom det som det trettonde, vilka två tiotal konungar sutto på Seland i fyra vintrar med fyra namn, födda åt fyra bröder: Valkar fem, Radulfs söner, Reidulvar fem, Rogulvs söner, Haislar fem, Haruds söner, Gunnmundar fem, Bärns söner.
Må jag nu fullständigt säga minnena, och vilken [ätt han tillhörde?], har jag efterforskat.
Sägom för folket det minnet, åt vilken kämpe han är född som ättling. Vilen är det. För än den ene än den andre (enligt åtskilligas mening) är han en jätte (?). Vilen är det. Sägom för folket det minnet, för vilken av Ingolds-ättlingarne vedergällning skedde genom hustruns offer.
Sägom för folket minnet: Torun (hustruns namn). Bjare på Ön (Visingsö) är den runkunnige.
Brate tolkar lönnrunorna på rad 27 och 28 genom att läsa dem från höger till vänster som "biari auiuis runimo?R", att Bjare från Visingsö har ristat runorna.

## von Friesens tolkning
Otto von Friesen, runforskare och professor i svenska språket publicerade 1920 en monografi om Rökstenen där han ord för ord gick igenom texten och presenterade en tolkning. Raderna 1 och 2 är en minnesinskrift medan resten av texten består av 16 delar eller flockar. von Friesen menade att stenen var rest av Varin för att uppmana andra att ta hämnd på hans son Vämod som stupat i strid mot de tjugo kungarna.
1. Till minne av Vämod stå dessa runor. Men Varin, fadern, ristade dem efter åt döden hemfallen son
  1. Jag säger den unge mannen, vilka de tvenne stridsbyten voro som tolv gånger togs som byte, båda på en gång från man efter annan.
  2. Jag säger (honom) för det andra detta, vem det var som för nio släktled sedan (= i den grå forntiden) steg upp på stranden med sina reidgoter och dog med dem där till följd därav.
  3. Tjudrik vågsam, vikingakungen, en gång rådde å Reidhavsstranden; nu sitter på gotisk gångare rustad, hjältars förste, med remfäst sköld.
  4. Sibbe helgedomens väktare avlade nittio år gammal.
  5. Jag säger den unge mannen, vem av Ingevalds- (eller Ingvilds-) ättlingarna som blev hämnad tack vare en hustrus offer (till makterna).
  6. Jag säger den unge mannen, åt vem det är som en ättling vart född.
  7. För (att hämnas) en ung hjälte (är han född).
  8. (Att) detta (skall ske) är (nu) på nytt önskan.
  9. Han visste att slå en jätte.
  10. (Att) detta (skall ske) är (nu) på nytt önskan.
  11. Må gagn härur spira.
  12. Detta säger jag som det tolfte, hur stridsjungfruns häst skall finna föda på slagfältet, där tjugo (sjö)konungar (skola) ligga fallna.
  13. Detta säger jag som det trettonde, vilka de tjugo sjökonungar voro som bodde på Själland i fyra år, kända under fyra namn, söner till fyra bröder.
  14. Det var Valke och hans fyra bröder, söner till Radulf; Hreidulf och hans fyra bröder, söner till Rugulf; Haisl och hans fyra bröder, söner till Hord, samt Kynmund och hans fyra bröder, söner till Björn (Bern).
  15. Nu fostrar jag en ung son; må han (om han en gång står) ensam (det vill säga om jag gått bort) behjärta, vem det är som (=att jag, hans far) tarvar gottgörelse (för förlusten av utmärkt son, Vämod).
  16. Jag säger den unge mannen: var dristig.

von Friesen tolkade inte þiaurikR som Theoderik den store utan som namnet på en hövding över ett folkslag, hreidgoterna, på Östersjöns södra kust mellan floderna Weichsel och Njemen som någon gång gjorde ett anfall mot en bygd, sannolikt Östergötland. Reidgotaland är Östpreussen, där goterna fanns kvar fram till 600-talet. Uttrycket "för nio släktled sedan" ska inte tolkas bokstavligt utan betyder att något hände för mycket länge sedan.
Baksidans text om de 20 kungarna menar han är omgivna av rader med 24 runor och 24 var ett magiskt tal. Genom detta har de 20 kungarna hamnat i ristarens våld och kan inte undkomma den hämnd som väntar dem. Enligt von Friesen har Vämod stupat i strid mot dessa kungar och det var nu Varins ansvar att utkräva hämnd. Rad 26 översätts enligt von Friesen inte som det oförståeliga "Jag säger de unga: Tor" utan som en uppmaning att visa dristighet, att tordas, vid utkrävandet av hämnden.
Rökstenens lönnrunor ska läsas från vänster till höger och varje enskild lönnruna medsols; runinskriften på rad 27 och 28 blir då sibiuiauari ulniruþR, eller översatt till modern svenska: "Sibbe helgedomens väktare avlade nittio år gammal".
von Friesen har också delat upp texten i 16 delar eller flockar och även 16 var ett magiskt tal. Olle Häger och Hans Villius kritiserar von Friesens tolkning på flera punkter. Uppdelningen i 16 flockar är godtycklig, exempelvis består den sjunde flocken av ett enda ord, traki. För att få ihop rader med 24 runor har von Friesen räknat raderna på ett mycket speciellt sätt. Att Varin skulle ha ristat stenen för att uppmana andra att hämnas dennes döde son är endast spekulation.

## Agrells tolkning
Professorn i slaviska språk i Lund, Sigurd Agrell, har inom runologin blivit (ö)känd för sin uthark-teori där han flyttar f-runan sist i runraden, och genom gematriska beräkningar kommer fram till nya esoteriska meningar i runinskrifterna, speciellt de urgermanska. I sin studie Rökstenens chiffergåtor och andra runologiska problem från 1930 bygger han vidare på von Friesens tolkning. 
Agrell delar in inskriften i tre delar: Del 1 är introduktionen, del 2 mellanpartiet och del 3 den kryptografiska avslutningen. Han har i sin tolkning lyft fram sina helt nya tolkningar inom asterisker (*), tolkningar som skiljer sig avsevärt från varje annan tidigare och senare översättning, inte minst delen med lönnskrift vilket beror på den originella uthark-teorin. I sin tolkning menar Agrell att "ukmini" betyder Uggs skara, det vill säga Odens skara. Av den anledningen menar han att runstenen mestadels är riktad till en runkunnig elit av berättare som bevarade den muntliga historiska och litterära traditionen i Norden. Stenen är enligt Agrell rest i två syften: "dels ett magiskt, dels ett panegyriskt-genealogiskt. Fadern har velat hedra den döde sonens minne inför samtid och eftervärld. Han har därför låtit inrista en hel rad antydningar om dennes börd, fullt begripliga för alla med dåtidens muntliga sagotradition förtrogna män". Ristningen mynnar i Agrells version ut i ett vädjan till Oden: "Sannolikt har den dödes fader tidigare anropat Oden om hämnd. Därför har han blott nödigt att på minnesstenen göra en antydan: liksom Balder, din son, blev hämnad, må även min bliva det." Agrell menar sig också genom genealogin kunna ge ett svar på varför det plötsligt i inskriften blir tal om "det tolfte" efter "det andra". Agrells förklaringar har fått stå kvar kursiverade inom parentes nedan. Agrell svarar också på inskriftens frågor, vilket redovisas nedan kursivt inom hakparenteser:
Del 1:
Till minne av Vämod (ev. *Vamod*) stå dessa runor. Men Varen, fadern, ristade dem efter sin åt döden hemfallne son.
Del 2:
(1) Jag säger till *Uggs (=Odens) skara*: "Vilka voro de två tridsbyten, som tolv gånger togos som byte, båda tillsammans från man efter annan?" [Svar: Sigurdssagans av Oden hopbragta stora guldskatt och Andvares ring.]
(2 a) Det säger jag som det andra: "Vem var det som *före* nio släktled (= följd av nio generationer inom landet) steg *fram* på stranden med sina hreidgoter och dog med dem *för Ubs skull* (= enär han hade UbR = Oden emot sig)?" [Svar: Hreidgoternas konung, som föll i kampen mot Sköld, vilken vann seger tack vare sin fader Odens hjälp.]
(2 b) [Såsom supplerande randskrift är till det föregående fogat ett diktfragment:] Tjodrik vågsamme / vikingakungen / herre var över / Hreidhavsstranden. / Nu han rustad / rider sin stridshingst, / sköld i gehänget / märingars hövding.
(2-11) [Omnämnandet i 2 a av nio släktled implicerar nio frågor om Skölds ättlingar med svaren: 1) Fridleiv, son av Sköld, fader till 2) Frode, fader till 3) Ingeld, fader till 4) Olov, fader till 5) Frode och dennes broder Harald, fader till 6) Halvdan, fader till 7) Harald Hildetand och dennes broder (ev. syster), fader (el. moder) till 8) Sigurd Ring, fader till 9) Ragnar (el. furste med snarlikt namn, prototypen i hjältesagan till den halvt historiske Ragnar Lodbrok.]
(12) Detta säger jag *som* det tolfte: "Var finner stridsmöns häst (= vargen) föda på ett slagfält, där tjugo konungar (= furstar: kungar och kungasöner) ligga? [Svar: På den stridsplats i Danaväldet, där Ragnars söner - tolfte generationen från och med Oden räknat - sammandrabbade med kungamaktskrävare av furstlig börd.]
(13 a) Det säger jag *som* det trettonde: "Vilka voro de tjugo konungar (= furstar), som sutto på Själland i fyra år (?), kända under fyra namn, söner till fyra bröder?" [Svar: Ragnars sonsöner, trettonde generationen från och med Oden räknat.]
(13 b) Valke och hans fyra bröder, söner till Radulf, Hreidulf och hans fyra bröder, söner till Rogulf, Haisl och hans fyra bröder, Hårds söner. [En utvidgning av frågan 13 a, ledande till större omständlighet i svaret: den kunnige hade att nämna Radulfs fem söner, Rogulfs fem söner och så vidare]
(14) Nu *för Uggs skara* fostrar jag *en man*, må han besinna . . .
Del 3:
(1) Jag säger till *Uggs skara*: "Vem av *Ingulds ättlingar (=gudarna)* var det, som blev hämnad tack vare en hustrus *magiska sång*? [Svar: Balder.]
(2) Jag säger till *Uggs skara*: "Åt vem är det, som en ättling är född? [Svar: Åt Oden (och Rind).]
(3) *Åt vapensvennen Velinn (= den i konstgrepp förfarne= Oden)* är det. Han (ättlingen Bo= Vale) visste att slå en jätte. *Åt Velinn (= Oden)* är det.
(4) *Åt Od (= Oden)*.
(5) *Åt Jafn (= Oden) Boe*.
(6) *Åt Bjiarr föddes en ättling*.
(7) Jag säger till *Uggs skara*: "*Åt Ame (= den mörke) föddes en förgörare*.

## Wesséns tolkning
Språkhistorikern Elias Wessén gav 1958 ut sin Runstenen vid Röks kyrka. Den text som Riksantikvarieämbetet skyltar med vid Rökstenen i dag följer i stort sett Wesséns tolkning av texten.
Enligt denne är syftet med stenen att Varin velat hedra sin sons minne genom att på dennes vård påminna om för samtiden kända hjältesagor. Ingenting i texten tyder på att sonen skulle ha dödats i strid eller att stenens syfte var att utkräva hämnd.
Wessén menar att von Friesens tolkning är fel på flera punkter, "Den bygger emellertid på flera antaganden, som icke kan vara riktiga". Wessén menar att textens "Tjodrik" är en hänvisning till just Theoderik den store, bland annat därför att ordet "reidgoter" tveklöst används i forngermansk diktning som en poetisk beteckning för ostrogoterna. Han menar att det som för von Friesens är bevis för andra måste uppfattas som raka motsatsen, och att von Friesen samtidigt antar att ristningen är välplanerad men samtidigt dåligt planerad.
Till minne av Vämod stå dessa runor. Men Varin skrev (dem), fadern, efter den döde sonen.
Jag säger det folkminnet, vilka de två stridsbytena voro, som tolv gånger togos som stridsbyte, båda på en gång från ömse män.
Det säger jag som det andra, vem som för nio åldrar (släktled) sedan miste livet hos reidgoterna, och han dog hos dem till följd av sin skuld.
Tjodrik den djärve, sjökrigares hövding, rådde över Reidhavets strand. Nu sitter han rustad på sin gotiska häst, med skölden i rem, Märingars främste.
Det säger jag som det tolfte, var Gunns häst ser föda på slagfältet, där tjugo konungar ligga.
Det säger jag som det trettonde, vilka tjugo konungar sutto på Själland under fyra vintrar (fyra år) med fyra namn, söner av fyra bröder.
Fem (med namnet) Valke, Rådulvs söner, fem Reidulv, Rugulvs söner, fem Haisl, Hords söner, fem Gunnmund (eller Kynmund), Björns söner.
Nu säger jag minnena fullständigt. Någon... det som han har eftersport.
Jag säger det folkminnet, vem av Ingvaldsättlingarna som blev gäldad genom en hustrus offer.
Jag säger ett folkminne, åt vem en frände (ättling?) är född, åt en ung kämpe. Vilen är det (?). Han kunde slå en jätte. Vilen är det (?).
Jag säger ett folkminne: Tor.
Sibbe från Vi avlade (en son), nittio år gammal.

## Häger och Villius tolkning
Historikerna Olle Häger och Hans Villius menar att texten ska läsas med början på framsidan, fortsätter med höger sida, baksidan, västersida och slutligen ovansidan. Läsaren läser texten genom att vandra motsols kring stenen och avslutar med de tre lönnrunorna. Texten kommer då att avslutas med:
Jag säger ett folkminne, för vem en ättling är född - för vilken kämpe. För Vilen är det.
Han kunde slå en jätte. För Vilen är det.
Niter avlade han nittio år gammal.
Jag säger ett folkminne: Tor.
Sibbe, helgedomens väktare, ristade.
Genom denna tolkning får man en lösning på hur det annars obegripliga "Nit" ska förstås, som ett personnamn.

## Ohlmarks tolkning
Religions- och språkvetaren Åke Ohlmarks gör flera tolkningar som andra uttolkare inte gjort, och en som påminner om Sigurd Agrells. De två stridsbyten som omnämns i den första avdelningen menar han är en anspelning på Völsungasagan och de två klenoderna ringen Andvaranaut och svärdet Gram som gick igenom 12 led. Klenoderna smiddes i historiens gryning av Volund, stals från denne av kung Nidud men klenoderna stals tillbaka av Volunds son Vittka. Vittka förvandlades till gäddan Andvare som sedan vaktade klenoderna i en fors tills han tvingades överlämna dem till Loke, som gav dem till Oden som i sin tur tvingades överlämna ringen i böter till Hreidmar. Denne mördades för ringens skull av sin son Fafner som i sin tur dödades med klenodsvärdet av Sigurd Fafnesbane. Sigurd mördades i sin tur av sin svåger Gunnar som i sin tur mördades av Atle. Atle mördades med svärdet av sin maka Gudrun Gjukadotter vars söner Sörle och Hamder ärvde klenoderna. De förlorade dem till den amilska goterkungen Armanarik som dock dog av de sår han tillfogats av svärdet. Dennes brorsons sonsonson var Theoderik den store.
Theoderik återkommer i den andra avdelningen. Thurmuti har tidigare tolkats som djärv eller modig men Ohlmarks hävdar att det är fel. Modr betyder trött och betyder alltså att Theoderik var "trött på Tor", det vill säga att han övergått till kristendomen, det brott han påstås ha gjort sig skyldig till. Den kung som sitter rustad till häst är inte Theoderik utan dennes fiende Klodvig, kung över merovingerna.
Den häst som nämns i den tredje avdelningen är inte valkyrian Gunns varg som hon rider på eftersom valkyrior inte rider på vargar. Det ska istället förstås som att det är Lokes hustru Sigyn som rider på en varg. Tuakian tolkar Ohlmarks som sjön Tåkern och det är där som de 4 x 5 vikingahövdingarna stupat när de deltagit i en krigisk expedition mot Östergötland. Denna expedition kan inte ha varit något annat än det sägenomsusade Bråvalla slag.
Den hustru som omnämns i den femte avdelningen tolkar Ohlmarks som en stormanshustru från Ingvaldsgården som har begått det oerhörda i att ta emot det kristna dopet. Enligt dåtida rättsuppfattning var kvinnan ansvarsfri och straffet för detta avfall har istället drabbat hennes make, möjligen identisk med den Vamod som nämns i första avdelningen och över vars minne stenen har rests.
Den avslutande uppmaningen ska förstås som en uppmaning för det uppväxande släktet att hålla sig borta från den nya förkunnelsen, kristendomen. Ohlmarks placerar resningen av stenen till 820-talet och menar att missionären Ansgar måste ha passerat genom Östergötland 829. Under genomresan ska han ha utdelat dopet till en stormannahustru, vilket fått till följd att hennes make avrättats som en samhällelig skyddsåtgärd.
Efter Vamod stånda runorna. Men Varin målade dem, fadern för dödsvigd son. Sägom ungfolket vilka de två valrov (stridsbyten) var, som tolv gånger togs som valrov, båda tillsammans, från olika män (från man till man). Sägom för det andra, vem som för nio generationer sedan vart beträngd på ebbstranden (fjaran) bland hreidgoterna och dog bland dem för brotts skull.
Härskade Teoderik, den "tor-mode", flottkämpars konung, över Hreidhavets strand. Sitter nu rustad på goterspringarn sin, med skölden i rem, merovingernas konung.
Det sägom för det tolfte, var Sigyns häst äter (as) i Tuakian, där två tiotal konungar ligga. Det sägom vi för det trettonde vilka tjugo konungar sutto på Sjolund (Själland) i fyra vintrar med fyra namn, födda av bröder fyra: Valkar fem, Rådulfs söner; Hreidulfar fem, Rugulfs söner; Haislar fem, Haruds söner; Gunnmundar fem, Björns söner. Nu en ung man jag mig fostrar. Han ensam betänke vem gottgörelse tarvar.
Sägom ungfolket åt vilken kämpe en sön är född. Vilin (Ville = Tor) är det. Nedslå kunde han jätten. Vilin är det. Gagn spire upp härav!
Sägom ungfolket vem av Ingvaldingarna (Ingvaldsättlingarna) som vart gäldad (fick med livet umgälla) sin hustrus husl (kristdop).
Sägom ungfolket: Tor!

## Bo Ralph
Språkforskaren Bo Ralph argumenterade för en omtolkning 2007, där han bland annat avfärdade att de handlar om Theoderik och att texterna i själva verket var gåtor som var och en hade ett svar. Baserat på fornengelska gåtor har lett  honom till att gåtorna på Rökstenen handlar om kosmiska frågor. År 2021 presenterade han två volymer om tusen sidor som redovisar sin tolkning. Den går ut på att Varin, som rest stenen efter sin son Vämod som dött, försöker återskapa balans i kosmos efter sin stora förlust och blidka gudarna. Istället för Theoderik och nio mansåldrar menar han ord det är för häst som fanns i fornnordiskan och de nio mansåldrarna är nio vågor, som solen seglar på och följs av månen. Kampen mellan solen och månen är en kamp som han menar beskriver en kamp mellan ljus och mörker och att även om solen besegras varje kväll återkommer den på morgonen.
Han daterar också om ristningen till 900-talet, efter en språkvetenskaplig analys. Tidigare tidsangivelser har normalt innefattat Theoderik den store på något sätt.

## Tvärvetenskaplig studie på Göteborgs universitet 2019
Inspirerad av Bo Ralphs tolkning, framförallt att det inte alls handlar om Teoderik, utan en kämpe till häst och att inskriften består av gåtor, satte språkforskaren Per Holmberg ihop en tvärvetenskaplig grupp bestående av honom själv, runforskaren Henrik Williams, religionsvetaren Olof Sundqvist, arkeologen Bo Gräslund. I januari 2020 presenterade de resultatet, att texten består av nio gåtor, där fyra har svaret Oden och fem har svaret Solen. Gåtorna handlar om Ragnarök, och de menar att det kan vara en besvärjelse eller uppmaning till kamp när den kommer. De menar att gåtorna refererar till en kraftig klimatavvikelse tre hundra år tidigare (nio generationer enligt tolkningen) som Gräslund tidigare kopplat samman med den fimbulvinter som föregår Ragnarök. Närmare i tiden till Rökstenens tillblivelse har de noterat att det var solförmörkelse,  kraftig solaktivitet som kan ha färgat himlen röd och missväxtsår. Dessa händelser menar man att uppföraren kopplat till de svåra effekterna av klimatavvikelsen tre hundra år tidigare, efter ett vulkanutbrott år 536.

### Tolkningen[18]
| ” | Till minne av Våmod står dessa runor, och fadern Varin skrev dem till minne av den dödsmärkte sonen. Låt oss säga detta som ett minne för Oden, vilka krigsbyten som tolv gånger båda tillsammans togs som krigsbyte mellan den ena och den andra? Svar: Solen och månen Låt oss för det andra säga detta, vem som för nio generationer sedan förlorade livet österut men ändå härskar? Den djärve krigaren, männens hövding, red på hästen över horisonten i öster. Sitter nu, den främsta av de berömda, rustad på sin häst med skölden beredd. Svar: Solen Låt oss säga detta som ett minne för Oden, vem som på grund av en varg fick sota för en kvinnas offer? Svar: Solen Låt oss för det tolfte säga, var vargen ser mat på slagfältet där tjugo kungar ligger? Svar: På Ragnaröks slagfält Låt oss för det trettonde säga, vilka tjugo kungar med fyra namn, söner till fyra bröder, som var på det vidsträckta slagfältet? Fem med namn Valke söner till Rådulv, fem med namn Redulv söner till Rogulv, fem med namn Håïsl söner till Hård, fem med namn Gunmund söner Björn. Och för Oden ett minne … (delvis oläsligt) Svar: Odens krigare Låt oss säga ett minne för Oden! Törs! (Vem är) beskyddare av heliga platser för en broder? Svar: Solen (Vem är det) vargen rödfärgar med blod? Svar: Solen Låt oss säga den unge mannen som ett minne för Oden, till vem har det fötts en avkomling? Det är ingen lögn. Svar: Oden (Vem) kunde besegra ett monster? Det är ingen lögn. Svar: Vidar Kamp! | „ |
| – Per Holmberg, Henrik Williams, Olof Sundqvist och Bo Gräslund, Svensk översättning av Rökstenens text | |   |

## Jackie Nordström
Efter klimatvarianten och efter Bo Ralphs Rigveda-förslag har språkvetaren Jackie Nordström lagt fram en tolkning som i stora drag återgår till standardvarianten.